# 羅基特涅 (亞沃里夫區)
49°56′39″N 23°54′29″E / 49.94417°N 23.90806°E

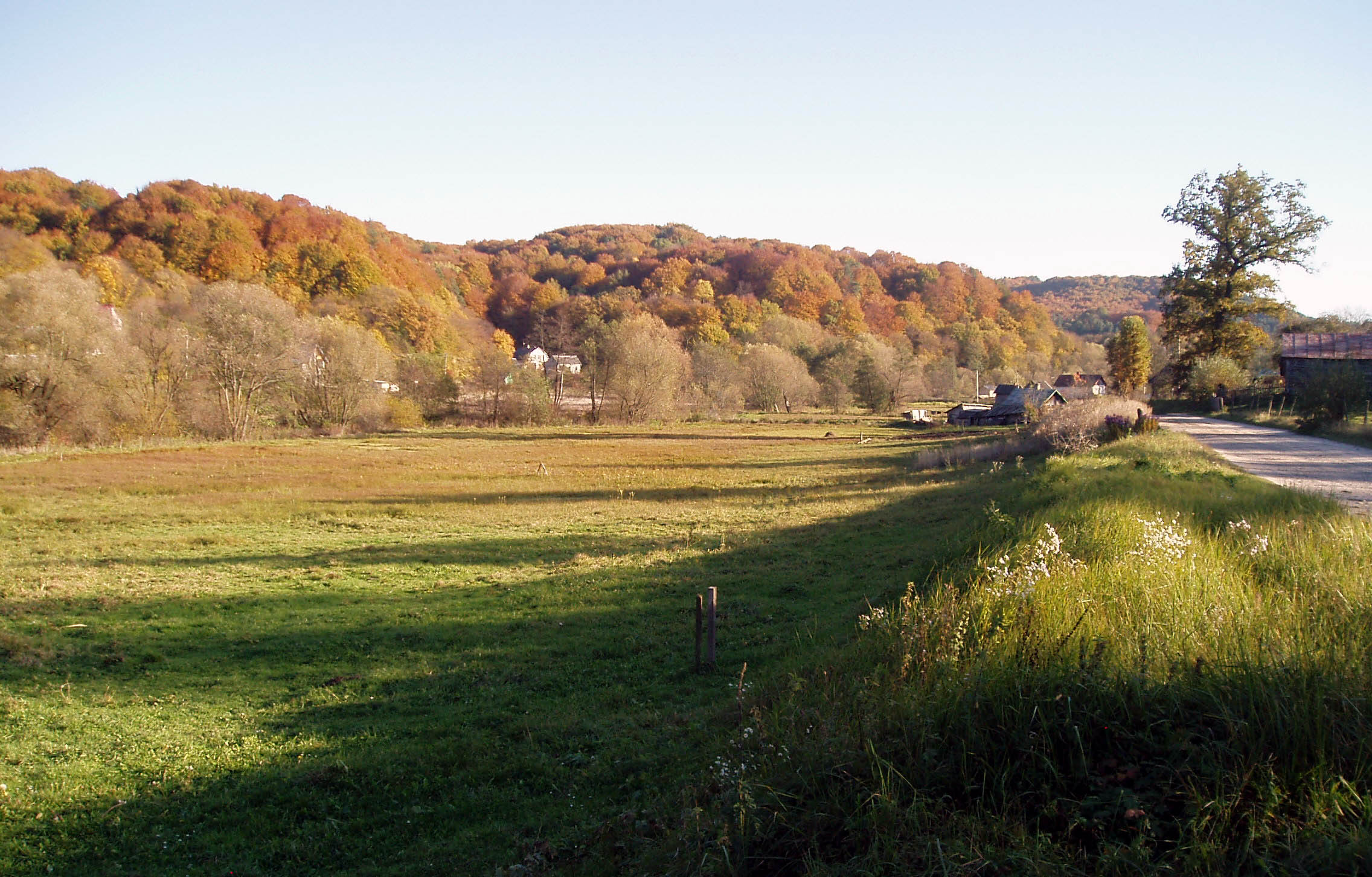

羅基特涅（烏克蘭語：Рокитне），是烏克蘭的村落，位於該國西部利沃夫州，由亞沃里夫區負責管轄，處於姆利尼夫卡河畔，始建於1210年，面積1.31平方公里，海拔高度303米。